# Tini van Reeken
Martines Willem (Tini) van Reeken (Nijmegen, 21 september 1938 – Berg en Dal, 12 augustus 2022) was een Nederlands voetballer die als aanvaller speelde.
Van Reeken begon met voetballen bij SCH en kwam in 1957 bij N.E.C. Daar ontwikkelde hij zich tot een veel scorende buitenspeler en scoorde een paar zeer belangrijke doelpunten voor de club. Op 31 mei 1962 was hij in de beslissingswedstrijd in de Tweede Divisie tegen Oldenzaal verantwoordelijk voor de enige treffer waardoor N.E.C. niet voor teruggang naar het amateurvoetbal of een gedwongen fusie hoefde te vrezen. Op 30 april 1967 was hij verantwoordelijk voor beide doelpunten in de met 2-1 gewonnen thuiswedstrijd tegen RCH waardoor N.E.C. voor het eerst naar de Eredivisie promoveerde. Hij speelde tot 1969 in Nijmegen en zou in 307 officiële wedstrijden in totaal 110 doelpunten maken waarmee hij, na Frans Janssen, op een tweede plaats staat op de clubtopscorerslijst aller tijden. Na anderhalf jaar voor HVC gespeeld te hebben ging hij in 1971 terug naar de amateurs waar hij bij Voorwaarts het zaalvoetbal ontdekte.
Van Reeken was naast het voetbal verwarmingsmonteur en had later een handel in stoffen.

## Carrièrestatistieken
| Seizoen         | Club            | Land            | Competitie       | Competitie | Competitie | Beker | Beker | Internationaal | Internationaal | Overig | Overig | Totaal | Totaal |
| Seizoen         | Club            | Land            | Competitie       | Wed.       | Dlp.       | Wed.  | Dlp.  | Wed.           | Dlp.           | Wed.   | Dlp.   | Wed.   | Dlp.   |
| --------------- | --------------- | --------------- | ---------------- | ---------- | ---------- | ----- | ----- | -------------- | -------------- | ------ | ------ | ------ | ------ |
| 1957/58         | N.E.C.          | Nederland       | Tweede divisie B | –          | 4          | 1     | 1     | 0              | 0              | 0      | 0      | –      | 5      |
| 1958/59         | N.E.C.          | Nederland       | Tweede divisie B | –          | 12         | –     | 0     | 0              | 0              | 0      | 0      | –      | 12     |
| 1959/60         | N.E.C.          | Nederland       | Tweede divisie A | –          | 5          | –     | –     | 0              | 0              | 0      | 0      | –      | 5      |
| 1960/61         | N.E.C.          | Nederland       | Tweede divisie   | –          | 11         | –     | 1     | 0              | 0              | –      | 0      | –      | 12     |
| 1961/62         | N.E.C.          | Nederland       | Tweede divisie   | –          | 6          | –     | 0     | 0              | 0              | –      | 1      | –      | 7      |
| 1962/63         | N.E.C.          | Nederland       | Tweede divisie A | –          | 4          | –     | 0     | 0              | 0              | –      | 0      | –      | 4      |
| 1963/64         | N.E.C.          | Nederland       | Tweede divisie B | –          | 17         | 3     | 4     | 0              | 0              | 1      | 0      | –      | 21     |
| 1964/65         | N.E.C.          | Nederland       | Eerste divisie   | –          | 6          | 1     | 0     | 0              | 0              | 0      | 0      | –      | 6      |
| 1965/66         | N.E.C.          | Nederland       | Eerste divisie   | –          | 15         | –     | 0     | 0              | 0              | 0      | 0      | –      | 15     |
| 1966/67         | N.E.C.          | Nederland       | Eerste divisie   | –          | 9          | –     | 0     | 0              | 0              | 0      | 0      | –      | 9      |
| 1967/68         | N.E.C.          | Nederland       | Eredivisie       | –          | 6          | –     | 2     | 0              | 0              | 0      | 0      | –      | 8      |
| 1968/69         | N.E.C.          | Nederland       | Eredivisie       | –          | 6          | –     | 0     | 0              | 0              | 0      | 0      | –      | 6      |
| 1969/70         | HVC             | Nederland       | Eerste divisie   | –          | 2          | –     | 0     | 0              | 0              | 0      | 0      | –      | 2      |
| 1970/71         | HVC             | Nederland       | Eerste divisie   | –          | 2          | –     | 0     | 0              | 0              | 0      | 0      | –      | 2      |
| Carrière totaal | Carrière totaal | Carrière totaal | Carrière totaal  | –          | 105        | –     | 8     | 0              | 0              | –      | 1      | –      | 114    |

## Erelijst
N.E.C.
| Nationaal      |    |         |
| Tweede divisie | 1x | 1963/64 |